# Go Live
Go Live (стилізується великими літерами; кор. GO生; лат. gosaeng) — перший повноформатний студійний альбом південнокорейського гурту Stray Kids. Він був випущений на цифрових платформах та фізичних носіях 17 червня 2020 року JYP Entertainment та розповсюджений компанією Dreamus. До альбому увійшли «Mixtape: Gone days» та «Mixtape: On Track», які були випущені раніше, 26 грудня 2019 та 25 березня 2020, відповідно. Також до нього увійшли корейські версії композицій «Top» та «Slump», реліз яких відбувся 13 травня 2020 року.
У червні було продано 243,462 фізичних копій. 6 серпня 2020 року альбом набув статусу платинового на Gaon.

## In Live
Репак-альбом під назвою In Life (стилізується великими літерами; кор. IN生; лат. Insaeng) був випущений 14 вересня 2020 року з вісьмома новими композиціями. У вересні було продано 331,143 фізичних копій. Двічі платинового статусу на Gaon альбом набув 8 липня 2021 року.

## Просування

### Go Live

#### До релізу
28 травня Stray Kids опублікували трейлер «GO生» до свого повернення. У відео розповідається, що реліз їхнього першого студійного альбому «GO生» відбудеться 17 червня.
1 червня Stray Kids випустили «Prequel (Highlight Reel)» до свого майбутнього повернення. Відео об'єднує минулі релізи, включаючи їхні попередні концептуальні трейлери та музичні відео на такі композиції, як «District 9», «Miroh», «Side Effects» і «Levanter», а також розповідь англійською мовою, про гурт та їх історію та те куди вони прямують далі. Кліп закінчується кадрами з останнього концептуального трейлера Stray Kids до їхнього майбутнього повернення в червні разом із посланням: «In a singular world, ‘GO LIVE’» (укр. «‘Починаємо жити’ у єдиному світі»).
За день до релізу альбому пройшов прямий ефір Chan Bang Limited ver. — це була варіація Кімнати Чана (англ. Chan's Room), регулярних прямих ефірів Бан Чана, де він разом з учасниками гурту розповіли трохи більше про альбом перед його виходом і куди навідалися кілька спеціальних гостей: Сана (Twice), Йонкей (Day6) та Джун К. (2PM), вони стали першими хто «скуштував нове меню» від Stray Kids.
| Публікація відео «Prequel (Highlight Reel)»             |                                                                                            |                                                                              |                                      | Публікація Unveil до композиції «GO生»      | Публікація індивідуальних фото тизерів             | Публікація списку композицій                         |
| 1 червня                                                | 2 червня                                                                                   | 3 червня                                                                     | 4 червня                             | 5 червня                                    | 6 червня                                           | 7 червня                                             |
| Публікація Unveil до композиції «Easy»                  | Публікація парних фото тизерів                                                             | Публікація Unveil до композиції «Top»                                        | Публікація Unveil до композиції «TA» | Публікація Unveil до композиції «Blueprint» | Публікація групових та індивідуальних фото тизерів | Публікація унікального відео з кулінарною тематикою. |
| 8 червня                                                | 9 червня                                                                                   | 10 червня                                                                    | 11 червня                            | 12 червня                                   | 13 червня                                          | 14 червня                                            |
| Публікація тизеру до заголовної композиції «God's Menu» | Публікація інтро до альбому Go Live Пряма трансляція на YouTube та VLive до виходу альбому | Реліз студійного альбому Go Live. Публікація музичного відео до «God's Menu» |                                      |                                             |                                                    |                                                      |
| 15 червня                                               | 16 червня                                                                                  | 17 червня                                                                    |                                      |                                             |                                                    |                                                      |

#### Після релізу
У день релізу альбому Stray Kids виступили з новими композиціями в рамках Online Unveil: Go生. 21 червня було опубліковано відео зі знімання музичного відео до заголовної композиції «God's Menu», а 25 вийшла танцювальна практика до неї ж. 28 червня було опубліковано відео зі знімання Unveil до композиції «Go Live». Наступного дня вийшов кліп до композиції «Blueprint», відео зі знімання до якої опублікували 17 липня. 2 та 5 липня Stray Kids опублікували відео з танцювальної практики до заголовної композиції у морській та офісній тематиці, відповідно. Музичне відео до композиції «Easy» було представлено 6 липня, танцювальна практика — 9 липня, а відео зі знімання — 12 липня. 19 липня було опубліковано коротке відео зі знімання Unveil до композиції «Ta», танцювальна практика до якої вийшла 25 листопада.

### In Life

#### До релізу
25 серпня Stray Kids опублікували трейлер «IN生» до свого повернення зі своїм першим репак-альбомом. З відео стало відомо, що реліз відбудеться 14 вересня 2020 року. 9 вересня вони також опублікували мешап-відео в якому містилися відео виконання командних композицій «We Go», «Wow», та «My Universe» з концертів, також, відео-ряд супроводжували усі інші композиції, які увійшли до репак-альбому.
За день до релізу In Life, Stray Kids провели пряму трансляцію, SKZ's Room Limited ver., на якій поділилися з фанатами певними історіями пов'язаними з цим релізом. Також до їх групового чату доєдналося два гості Бем Бем (Got7) та Вонпіль (Day6), які задали пару питань щодо виходу їх нового репак-альбому.
|                                                                        | Публікація трейлеру «IN生» до виходу репак-альбому In Life                          |                                                                            |                                                                           |                                                    | Публікація індивідуальних фото тизерів (Тип А)                 | Публікація парних фото тизерів (Тип А)                  |
|                                                                        | 25 серпня                                                                           | 26 серпня                                                                  | 27 серпня                                                                 | 28 серпня                                          | 29 серпня                                                      | 30 серпня                                               |
| Публікація Unveil до композиції «Any»                                  | Публікація індивідуальних фото тизерів (Тип В): Бан Чан, Лі Ноу, Чанбін та Хьонджин | Публікація індивідуальних фото тизерів (Тип В): Хан, Фелікс, Синмін, Ай'Ен | Публікація Unveil до композицій «We Go», «Wow», «My Universe»             | Публікація списку композицій In Life               | Публікація Unveil до композиції «Ex»                           | Публікація групових фото тизерів (Тип А, В)             |
| 31 серпня                                                              | 1 вересня                                                                           | 2 вересня                                                                  | 3 вересня                                                                 | 4 вересня                                          | 5 вересня                                                      | 6 вересня                                               |
| Публікація Unveil до композиції «B Me»                                 | Публікація відео «Stray Kids Back Door Opening Video»                               | Публікація «Stray Kids ＜IN生＞ Mashup Video»                              | Публікація тизеру до музичного відео до заголовної композиції «Back Door» | Публікація [INTRO «IN生»] до репак-альбому In Life | Публікація [INTRO «IN生»]: the reason до репак-альбому In Life | Публікація цифрової обкладинки до репак-альбому In Life |
| 7 вересня                                                              | 8 вересня                                                                           | 9 вересня                                                                  | 10 вересня                                                                | 11 вересня                                         | 12 вересня                                                     | 13 вересня                                              |
| Реліз репак-альбому In Life. Публікація музичного відео до «Back Door» |                                                                                     |                                                                            |                                                                           |                                                    |                                                                |                                                         |
| 14 вересня                                                             |                                                                                     |                                                                            |                                                                           |                                                    |                                                                |                                                         |

#### Після релізу
У день релізу Stray Kids провели Online Unveil: In生, де виступили з новими композиціями і також виконали кілька пісень з попередніх альбомів. Також у день релізу було опубліковане музичне відео до заголовної композиції, відео зі знімання якого вийшло 20 вересня. 16 вересня Stray Kids опублікували танцювальну практику до «Back Door». Кліп до композиції «Ex» вийшов 21 вересня, а відео зі знімання ― 27 вересня. 25 вересня та 1 жовтня Stray Kids опублікували відео з танцювальної практики до заголовної композиції в уніформі та ханбоках, відповідно. 28 вересня вийшло відео до композиції «Any», а згодом було опубліковано відео з його знімання. Також у жовтні вийшли відео зі знімання до Unveil композиції «B Me» та «Stray Kids Back Door Opening Video».

## Про альбомиGo LiveтаIn Life

### Про назву альбому та концепт

#### Go Live
|                                                                              | Корейська назва «GO 生» – це «GO» та ханча «生», що у перекладі означає «жити», «бути живим», тому ми маємо на увазі, що ми «починаємо жити». Ми хочемо показати «справжніх» Stray Kids, саме тому альбом має таку назву. |
| — Бан Чан для відео Stray Kids [INTRO "GO生"] про значення та назву альбому. | |

Оригінальна назва альбому GO生 (кор. «고생», ханча «苦生») вимовляється ‹госен› та перекладається на українську мову, як «труднощі», що і є однією з основних тем альбому. Його ж англійська назва Go Live посилається на бажання Stray Kids продовжувати рухатися вперед та жити без гальм. Учасники заявили. що цей альбом передбачав експерименти з різними жанрами, починаючи від трепу, хіп-хопу, акустичного року закінчуючи EDM. Процес створення цього альбому — це та відповідь, яка була потрібна Stray Kids.
Від початку для цього альбому Stray Kids не мали ніякого концепту і вони просто писали те, що хотіли. Після того, як Чанбін створив «God's Menu (神메뉴)» він дав її послухати учасникам і їм настільки сподобалося, що вони миттєво захотіли аби вона стала частиною їхнього першого студійного альбому. На той момент підготовка вже була майже завершена, але композицію все ж відправили для Пак Джи Ньона, який високо оцінив її. Згодом було прийнято рішення замінити заголовну композицію при тому, що попередній варіант був вже давно обраний та записаний. І якщо від початку в альбому не було концепту, то після заміни заголовної композиції він з'явився. Список композицій став меню, а пісні у ньому — стравами, де «God's Menu (神메뉴)» стала основною.

#### In Life
|                                   | Ти не зобов'язаний бути частиною вечірки Stray Kids, але якщо ви хочете приєднатися просто пам’ятайте, що наші двері завжди відкриті, і ми раді всім! |
| — Бан Чан в інтерв'ю для Euphoria | |

Оригінальна назва альбому IN生, так само як і в GO生, тут також присутній символ 生, цей репак-альбом є логічним продовженням першого студійного альбому гурту. Якщо скласти разом обидві англомовні назви альбомів «Go Live In Life», що можна перевести як «Почни жити в цьому житті». Цікаво, що в кінці музичного відео до заголовної композиції студійного альбому, Go Live, учасники залишали локацію, виходячи через чорний хід, що як з'ясувалося пізніше було спойлером до іншої заголовної композиції, «Back Door».

### Про композиції

#### Go Live
1. «Go Live (GO生)»[a] (англ. «Go» — укр. «іти», ханча «生» — укр. «жити», «бути живим») — це коротка інтро композиція, вибухова, що має свій власний колір та енергію і є святкуванням мінливості життя[53] .
2. «God's Menu (神메뉴)» (укр. «Боже меню») — якщо порівнювати список композицій з меню, то ця пісня є основною стравою. Вона має багато смаків: спочатку ти відчуваєш гостроту; далі йде куплет і в нього солоний присмак; а перед хуком ви відчуваєте смак солодощів через сентиментальну мелодію. Це наче пробувати шари різних смаків. На початку композиції ми чуємо вітальну фразу, яка звучить корейською формальною мовою «네, 손님», що у перекладі на українську «Так, гостю», саме так Stray Kids вітають своїх відвідувачів, коли ті входять до «ресторану», щоб скуштувати новостворені страви. Але не тільки в тексті, а й у музичному відео присутня кулінарна метафора, яка підкріплюється харизматичною хореографією, що демонструє змішування, подрібнення інгредієнтів, додавання приправ до своїх «страв» через плече та ін[53] .
3. «Easy» (укр. «легко») демонструє безмежну розв'язність та гоноровитість. У ліриці закладена думка, що варто робити те чого ти хочеш і просто жити далі, незважаючи ні на що[53] .
4. «Pacemaker» (укр. «кардіостимулятор») має повідомлення про те, що Stray Kids стануть кардіостимуляторами для своїх слухачів, щоб бігти разом з ними у їхньому важкому життєвому марафоні. Якщо раптом забракне впевненості у власних силах та можливостях, гурт рекомендує прослухати цю композицію[54].
5. «Airplane (비행기)» (укр. «літак») — це композиція, в якій є зізнання людині, що вам подобається за допомогою бажання подорожувати разом будь то «Париж або Лондон», «Нью-Йорк чи Лос-Анджелес». У пісні неодноразово зустрічається рядок «Ми можемо вирушити будь-куди, якщо я буду з тобою», який так і говорить не важливо де ви будете, головне що разом[54] .
6. «Another Day (일상)» (з англ. «інший день», з кор. «повсякденне життя») зображує відчуття неспокійності, викликане вигоранням, і нездатністю «відпочити, не хвилюючись»[53].
7. «Phobia» (укр. «фобія») — композиція, що розповідає про параною та страх втратити когось важливого для тебе[53].
8. «Blueprint (청사진)» (укр. «план») — це пісня, яка відчути яскравість та свіжість від назви, що означає план на майбутнє. Це композиція, яка розгадує образ юнака, який не перестає бігти до своєї мрії, як би світ не казав ні[54].
9. «Ta (타)»[a] композиція в якій так і бурлить шалена енергія та вирує нестримний хаос[53] .
10. «Haven» (укр. «сховище», «безпечне місце») — концепція цієї композиції створити безпечне місце для гурту та його шанувальників. Це місце, де всі можуть зібратися та робити те, що вони хочуть — можуть співати, можуть танцювати, можуть робити абсолютно все без усіляких обмежень, і ні про що не турбуватися. Не має значення, у що ви вірите, коли ви знаходитесь у цьому особливому районі, який у нас є, кожен має значення, і кожен особливий[55].
11. «Top (Tower of God OP)»[a] (укр. «вершина») — саундтрек до аніме Вежа бога, що висловлює бажання героя вижити та досягти вершини у своїх пригодах.
12. «Slump (Tower of God ED)»[a] (укр. «спад», «криза») — це композиція про спад і тривоги, які змушують вас відчувати, що ви втрачаєте впевненість. У неї вкладені образи та емоції втоми після пережитого у минулому та страх залишитися одному, так і не діставшись до свого місця призначення.
13. «Mixtape: Gone Days» (укр. «минулі дні»)[b] — композиція є певним зверненням до старшого покоління, яке постійно вказує молоді що робити та як буде краще. Прохання не нав'язувати позицію свого минулого транслює партія Фелікса «Тільки тому, що ти застряг у минулому. Не втягуй мене», а Синмін співає про докучливе насадження думок минулого молодому поколінню[56].
14. «Mixtape: On Track (바보라도 알아)» (з англ. «на треку», «на трасі»; з кор. «навіть дурень знає») — ця композиція є певним монологом, у якому герой шкодує, що йому забракло сміливості сказати про свої почуття, тому кого він так кохав. Про не бажання та незмогу відпустити ні почуття, ні людину і визнання того, що «навіть дурень знає, ти найкраще, що у мене було», але так чи інакше це не зупинить нашого героя і він намагатиметься рухатися до «вірного шляху».

#### In Life
1. «The Tortoise and the Hare (토끼와 거북이)» (укр. «черепаха і заєць») композиція використовує відомий мотив байки про черепаху та зайця та згодом у ліриці з'являються слова, що все ж не варто поспішати, адже все одно «Навіть якщо ми поспішаємо — під кінець ми на тому самому місці». Це дійсно свіжа та дотепна пісня з повідомленням про те, що варто йти своїм темпом, не бувши притиснутим часом[57].
2. «Back Door» (укр. «чорний вхід») — коли заходиш в будь-яку будівлю, майже усюди ми бачимо знаки «Посторонім заходити заборонено» або «Вхід тільки для персоналу», але тобі цікаво і хочеться туди увійти. Там може бути небезпечно, а може там є якась таємниця, але саме там і знаходяться Stray Kids, вони у цьому секретному місці, яке так всіх цікавить[58].
3. «B Me», композиція про те, як важливо вміти відпускати стосунки та примирятися зі своїми рішеннями та собою, тим самим звільняючи себе від кайданів власних почуттів[57] .
4. «Any (아니)» (з англ. «будь-який», з кор. «немає»), так буває, коли ти чогось дуже хочеш, але не знаєш чого. І навіть коли тобі пропонують різні варіанти ти відмовляєшся. Ти все ще чогось хочеш, але продовжуєш відмовляти. Текст цієї композиції має легкий депресивний відтінок, рядок із неї «В цьому світі так багато речей, але я нічого із цього не хочу […] Може мені потрібно відправитися в інший світ?» (кор. «별의 별건 많아 근데 다 별로 […] 가야하나 저 다른 별로»)[c][58][59].
5. «Ex (미친 놈)» (з англ. «колишній», з кор. «божевільний хлопець»)[d] — «Поки можеш, відносься до свого партнера добре» є одним з повідомлень, що несе в собі текст композиції. Хоч першочергово назва пісні є досить грубою, але в ліриці вона виражає потужне почуття жалю від власних вчинків щодо свого партнера та про те з чим стикається людина після того, як її серце стає холодним, і після того, як стосунки вже розірванні, герой шкодує, що відпустив своє кохання. Він шкодує про минуле і думає, що це він був «божевільним хлопцем», «І у що я повірив, аби поводитися так? У той день я був божевільним», «Поки моя ненависть до самого себе не перетвориться у злість. От би я міг випустити цю злість і знову повернутися»[e][58] .
6. «We Go» (укр. «ми йдемо») за участі Бан Чана, Чанбіна та Хана — це композиція про бажання відмовитися від звичайного повсякденного життя, в якому кожен тоне від роботи та різного роду турбот, просто бігти кудись, неважливо куди, прогулятися по узбережжю моря і нікуди не поспішати.
7. «Wow» (укр. «ого»), за участі Лі Ноу, Хьонджина та Фелікса, описує почуття закоханості с першого погляду, коли той кого ти бачиш здається тобі ідеалом і навіть атмосфера навколо цієї людини є зовсім іншою. У ліриці висловлене бажання якнайскоріше зустрітися, після того, як ви тільки розійшлися та те як кохання може змінити.
8. «My Universe» (укр. «мій всесвіт»), за участі Синміна, Ай'Ена та Чанбіна, розповідає про те, як одна людина може стати цілим Всесвітом для іншої, бажання бути «світлом у густому тумані» та обіцянку «І до кінця всесвіту я буду з тобою».

## Формати

### Go Live
Фізичний альбом був випущений у Limited ver. (один варіант), стандартна версія (три різні візуальні оформлення).

#### Реліз на фізичних носіях
| Limited ver.                  | Стандартна версія (3 варіанти) | Попереднє замовлення |
| ● Зовнішня коробка            | ● Зовнішня коробка             | ● Полароід           |
| ● Фотокнига                   | ● Фотокнига                    | ● Плакат             |
| ● CD диск                     | ● CD диск                      |                      |
| ● Дві фотокартки              | ● Дві фотокартки               |                      |
| ● Командний буклет із лірикою | ● Командний буклет із лірикою  |                      |
| ● 4 фрейми кіноплівки         | ● 4 фрейми кіноплівки          |                      |
| ● Фотокартка із секретом      | ● Фотокартка із секретом       |                      |
| ● Спеціальна фотокартка       |                                |                      |
| ● Міні фотостенд              |                                |                      |

#### Цифровий реліз
|                                    |
| ● Цифрова обкладинка               |
| ● Чотирнадцять цифрових композицій |

### In Life
Фізичний альбом був випущений у Limited ver. (один варіант), стандартна версія (два різних візуальних оформлення).

#### Реліз на фізичних носіях
| Limited ver.         | Стандартна версія (2 варіанти) | Попереднє замовлення |
| ● Зовнішня коробка   | ● Зовнішня коробка             | ● Плакат             |
| ● CD диск            | ● CD диск                      | ● Міні фотокнига     |
| ● Фотокнига          | ● Фотокнига                    |                      |
| ● Дві фотокартки     | ● Дві фотокартки               |                      |
| ● Листівка           | ● Листівка                     |                      |
| ● Фотокартка в рамці |                                |                      |
| ● Табличка на двері  |                                |                      |
| ● Плакат-панорама    |                                |                      |

#### Цифровий реліз
|                                  |
| ● Цифрова обкладинка             |
| ● Сімнадцять цифрових композицій |

## Список треків та всіх кредитів до них

### Go Live
Кредити до пісень були взяті з сайту MelOn.
| #     | Назва                               | Автор слів                                                    | Автор музики                                                  | Аранжування                                         | Тривалість |
| ----- | ----------------------------------- | ------------------------------------------------------------- | ------------------------------------------------------------- | --------------------------------------------------- | ---------- |
| 1.    | «Go Live» (GO生)                    | 3Racha                                                        | 3Racha Amanda MNDR Warner Peter Keusch                        | Amanda MNDR Warner Peter Keusch                     | 1:51       |
| 2.    | «God's Menu» (神메뉴)               | 3Racha                                                        | 3Racha Versachoi                                              | Versachoi                                           | 2:48       |
| 3.    | «Easy»                              | 3Racha                                                        | 3Racha Michael Daley Mike J Henry Oyekanmi Mitchell Owens     | Michael Daley Mitchell Owens                        | 3:03       |
| 4.    | «Pacemaker»                         | 3Racha Jinri                                                  | 3Racha Jinri Glory Face Jake K                                | Glory Face Jake K                                   | 3:11       |
| 5.    | «Airplane» (비행기)                 | MosPick $un Young Chance Бан Чан ( 3Racha ) Чанбін ( 3Racha ) | MosPick $un Young Chance Бан Чан ( 3Racha ) Чанбін ( 3Racha ) | MosPick $un                                         | 3:35       |
| 6.    | «Another Day» (일상)                | Хан (3Racha)                                                  | Хан ( 3Racha ) Бан Чан ( 3Racha )                             | Бан Чан (3Racha)                                    | 2:47       |
| 7.    | «Phobia»                            | 3Racha Versachoi                                              | Versachoi Albin Nordqvist                                     | Versachoi                                           | 3:33       |
| 8.    | «Blueprint» (청사진)                | Lee Seu-ran earattack 3Racha                                  | earattack Eniac                                               | earattack Eniac                                     | 4:11       |
| 9.    | «Ta» (타)                           | 3Racha                                                        | 3Racha Lee Hae-sol                                            | Lee Hae-sol                                         | 3:29       |
| 10.   | «Haven»                             | Бан Чан (3Racha)                                              | Бан Чан ( 3Racha ) Versachoi                                  | Бан Чан ( 3Racha ) Versachoi                        | 3:20       |
| 11.   | «Top» (Tower of God OP)             | Armadillo 3Racha                                              | Armadillo 3Racha Rangga Gwon Yeong-chan                       | Armadillo Бан Чан ( 3Racha ) Rangga Gwon Yeong-chan | 3:06       |
| 12.   | «Slump» (Tower of God ED)           | Хан (3Racha)                                                  | Хан ( 3Racha ) Бан Чан ( 3Racha )                             | Бан Чан (3Racha)                                    | 2:12       |
| 13.   | «Mixtape: Gone Days»                | Бан Чан (3Racha)                                              | Бан Чан ( 3Racha ) Trippy                                     | Giriboy Minit                                       | 3:15       |
| 14.   | «Mixtape: On Track» (바보라도 알아) | Чанбін ( 3Racha ) KZ B.O.                                     | Чанбін ( 3Racha ) KZ Tae Bong-ee B.O.                         | KZ Tae Bong-ee                                      | 3:28       |
| 43:49 |                                     |                                                               |                                                               |                                                     |            |

- Бан Чан (3Racha) — лірика (всі композиції, крім 6, 12, 14), музика (всі композиції, крім 7, 8, 14), беквокал (композиції 3, 4, 7, 11, 12, 13), комп'ютерне програмування (композиції 6, 11, 12), аранжування (композиції 10, 11, 12), гітара (композиція 10)
- Чанбін (3Racha)  — лірика (всі композиції, крім 6, 12, 13), музика (всі композиції, крім 6, 7, 8, 12, 13), беквокал (композиція 11), голос у приспіві (композиція 14)
- Хан (3Racha) — лірика (всі композиції, крім 5, 10, 13, 14), музика (всі композиції, крім 5, 7, 8, 10, 13, 14), беквокал (композиції 6, 11, 12)
- Синмін — беквокал (композиція 7), голос у приспіві (композиція 14)
- Amanda MNDR Warner — музика, аранжування, комп'ютерне програмування (композиція 1)
- Peter Wade Keusch — музика, аранжування, комп'ютерне програмування (композиція 1)
- Versachoi — лірика (композиція 7), музика, аранжування, комп'ютерне програмування, клавіатура, барабани (композиції 2, 7, 10), гітара (композиція 7), баси (композиції 7, 10)
- Mike Daley — музика, аранжування, всі інструменти, комп'ютерне програмування (композиція 3)
- Mike J — музика, беквокал (композиція 3)
- Henry Oyekanmi — музика (композиція 2)
- Mitchell Owens — музика, аранжування, всі інструменти, комп'ютерне програмування (композиція 3)
- Jinli — лірика, музика, беквокал (композиція 4)
- Glory Face — музика, аранжування (композиція 4)
- Jake K — музика, аранжування, всі інструменти, комп'ютерне програмування (композиція 4)
- Jang Jun Ho — всі інструменти, комп'ютерне програмування (композиція 4)
- MosPick — лірика, музика, аранжування (композиція 5)
- $un — лірика, музика, аранжування (композиція 5)
- Young Chance — лірика, музика, голос у приспіві (композиція 5)
- Kang Dong Ha — фортепіано (композиція 5)
- Jukjae — гітара, постановка беквокалу (композиція 6)
- Albin Nordqvist — музика (композиція 7)
- Lee Seu Ran — лірика (композиція 8)
- earattack — лірика, музика, аранжування, комп'ютерне програмування, беквокал (композиція 8)
- Eniac — музика, аранжування, комп'ютерне програмування (композиція 8)
- Kim Jwa-young — баси (композиція 8)
- Jong-Sung Kim — гітара (композиція 8)
- Lee Hae Sol — музика, аранжування, синтезатор, клавіатура, програмування барабанів, комп'ютерне програмування, редагування вокалу (композиція 9)
- Armadillo — лірика, музика, аранжування, комп'ютерне програмування, фортепіано (композиція 11)
- Rangga — музика, аранжування, комп'ютерне програмування (композиція 11)
- Youngchan Kwon — музика, аранжування (композиція 11)
- PLZY — беквокал (композиція 11)
- Trippy — музика (композиція 13)
- GIRIBOY — аранжування, всі інструменти, комп'ютерне програмування (композиція 13)
- Minit — аранжування, всі інструменти, комп'ютерне програмування (композиція 13)
- KZ — лірика, музика, аранжування, Midi програмування, фортепіано, електропіаніно, барабани, баси, голос в приспіві (композиція 14)
- B.O. — лірика, музика, голос у приспіві (композиція 14)
- Tae Bongee — музика, аранжування, Midi програмування, гітара, електропіаніно, барабани (композиція 14)
- Lee Kyung-won — редагування вокалу (композиції 2, 7)
- YUE — редагування вокалу (композиція 3)
- Who's H — редагування вокалу (композиція 14)
- Sehee Um — запис (композиції 1, 3, 4, 6, 10, 14)
- Lee Sang-yeob — запис (композиція 2)
- Hyejin Choi — запис (композиції 5, 7, 8, 9)
- EJO IM — запис (композиції 11, 12)
- Kim Min-hee — запис (композиція 13)
- Seoko IM — цифрове редагування, запис (композиція 12)
- Yura Jeong — цифрове редагування (композиції 8, 11)
- Hansu Jang — зведення (композиція 1), редагування вокалу (композиція 6, 9)
- Manny Marroquin — зведення (композиція 2)
- Chris Galland — інженер зведення (композиція 2)
- Robin Florent — асистент інженера зведення (композиція 2)
- Scott Desmarais — асистент інженера зведення (композиція 2)
- Jeremie Inhaber — асистент інженера зведення (композиція 2)
- Hongjin Lim — зведення (композиції 3, 5, 9, 10)
- Lee Tae-Sub — зведення (композиції 4, 6, 8, 11)
- Gu Jong Pil — зведення (композиція 7)
- Shin Bong-won — зведення (композиція 12)
- Phil Tan — зведення (композиція 14)
- Bill Zimmerman — додаткова інженерія (композиція 14)
- Bae Jae-han — зведення, освоєння (композиція 13)
- Park Jung-Uh — освоєння (всі композиції, крім 2, 11, 12, 13, 14)
- Chris Gehringer — освоєння (композиції 2, 14)
- Will Quinnell — асистент освоєння (композиції 2, 14)
- Kwon Nam-woo — освоєння (композиції 11, 12)

### In Life
Кредити до пісень були взяті з сайту MelOn.
| #     | Назва                                       | Автор слів                                                    | Автор музики                                                  | Аранжування                  | Тривалість |
| ----- | ------------------------------------------- | ------------------------------------------------------------- | ------------------------------------------------------------- | ---------------------------- | ---------- |
| 1.    | «The Tortoise and the Hare» (토끼와 거북이) | 3Racha                                                        | 3Racha MNDR Peter Keusch                                      | MNDR Peter Keusch            | 3:44       |
| 2.    | «Back Door»                                 | 3Racha                                                        | 3Racha HotSauce                                               | HotSauce Бан Чан ( 3Racha )  | 3:09       |
| 3.    | «B Me»                                      | 3Racha earattack                                              | 3Racha earattack                                              | earattack Larmook            | 3:25       |
| 4.    | «Any» (아니)                                | 3Racha                                                        | 3Racha Matluck Tele                                           | Tele Бан Чан ( 3Racha )      | 2:49       |
| 5.    | «Ex» (미친 놈)                              | Бан Чан ( 3Racha ) Чанбін ( 3Racha )                          | Бан Чан ( 3Racha ) Чанбін ( 3Racha ) HotSauce                 | HotSauce                     | 3:37       |
| 6.    | «We Go» (Бан Чан, Чанбін and Хан)           | 3Racha                                                        | Бан Чан ( 3Racha ) Nick Furlong DallasK                       | DallasK Бан Чан ( 3Racha )   | 2:38       |
| 7.    | «Wow» (Лі Ноу, Хьонджин and Фелікс)         | Лі Ноу Хьонджин Фелікс Kass                                   | Christopher Worthly Massimo Gaudio Andreas Ringblom           | Andreas Ringblom             | 3:14       |
| 8.    | «My Universe» (Синмін, Ай'Ен та Чанбін)     | Iggy Kim Woong Чанбін ( 3Racha ) Синмін Ай'Ен                 | Iggy Kim Woong                                                | Kim Woong                    | 3:23       |
| 9.    | «God's Menu» (神메뉴)                       | 3Racha                                                        | 3Racha Versachoi                                              | Versachoi                    | 2:48       |
| 10.   | «Easy»                                      | 3Racha                                                        | 3Racha Michael Daley Mike J Henry Oyekanmi Henry Oyekanmi     | Michael Daley Henry Oyekanmi | 3:03       |
| 11.   | «Pacemaker»                                 | 3Racha Jinri                                                  | 3Racha Jinri Glory Face Jake K                                | Glory Face Jake K            | 3:11       |
| 12.   | «Airplane» (비행기)                         | MosPick $un Young Chance Бан Чан ( 3Racha ) Чанбін ( 3Racha ) | MosPick $un Young Chance Бан Чан ( 3Racha ) Чанбін ( 3Racha ) | MosPick $un                  | 3:35       |
| 13.   | «Another Day» (일상)                        | Хан (3Racha)                                                  | Хан ( 3Racha ) Бан Чан ( 3Racha )                             | Бан Чан (3Racha)             | 2:47       |
| 14.   | «Phobia»                                    | 3Racha Versachoi                                              | Versachoi Albin Nordqvist                                     | Versachoi                    | 3:33       |
| 15.   | «Blueprint» (청사진)                        | Lee Seu-ran earattack 3Racha                                  | earattack Eniac                                               | earattack Eniac              | 4:11       |
| 16.   | «Ta» (타)                                   | 3Racha                                                        | 3Racha Lee Hae-sol                                            | Lee Hae-sol                  | 3:29       |
| 17.   | «Haven»                                     | Бан Чан (3Racha)                                              | Бан Чан ( 3Racha ) Versachoi                                  | Бан Чан ( 3Racha ) Versachoi | 3:20       |
| 55:56 |                                             |                                                               |                                                               |                              |            |

- Бан Чан (3Racha) — лірика, музика (всі композиції, крім 7, 8), аранжування (композиції 2, 4, 6), беквокал (композиції 2, 4, 5), всі інструменти, комп'ютерне програмування (композиція 4)
- Чанбін (3Racha)  – лірика (всі композиції, крім 7), музика (всі композиції, крім 7, 8), беквокал (композиції 2, 5)
- Хан (3Racha) — лірика, музика (всі композиції, крім 5, 7, 8), беквокал (композиція 2)
- Лі Ноу — лірика (композиція 7)
- Хьонджин — лірика (композиція 7)
- Фелікс — лірика (композиція 7)
- Синмін — лірика (композиція 8), беквокал (композиції 2, 5, 8)
- Ай'Ен — лірика (композиція 8)
- Amanda MNDR Warner — музика, аранжування, комп'ютерне програмування (композиція 1)
- Peter Wade Keusch — музика, аранжування, комп'ютерне програмування (композиція 1)
- HotSauce — музика, аранжування, комп'ютерне програмування, гітара, клавіатура, барабани (композиції 2, 5)
- earattack — лірика, музика, аранжування, комп'ютерне програмування, беквокал (композиція 2)
- Larmòók — аранжування (композиція 2)
- Matluck — музика (композиція 4)
- Tele — музика, аранжування, всі інструменти, комп'ютерне програмування (композиція 4)
- Nick Furlong — всі інструменти, запис (композиція 6)
- DallasK — музика, аранжування, всі інструменти, запис (композиція 6)
- KASS — лірика (композиція 7)
- Christopher Wortley — музика (композиція 7)
- Massimo Del Gaudio– музика (композиція 7)
- Andreas Ringblom — музика, аранжування, комп'ютерне програмування, вокальні семпли (композиція 7)
- Iggy — лірика, музика (композиція 8)
- Kim Woong — лірика, музика, аранжування, баси, синтезатор, фортепіано (композиція 8)
- Kim Ji-sang — гітара (композиція 8)
- Do-Hyun Yoon — беквокал (композиція 8)
- Heo Seung-kyung — цитати з лірики композиції «편지 (Letter)» у виконанні Kim Gwang-jin (композиція 2)
- Lee Kyung-won — редагування вокалу (композиції 2, 4, 5)
- Yura Jeong — цифрове редагування (композиція 3)
- Sehee Um — запис (композиції 1, 2, 4)
- Park Eun-jung — запис (композиція 3), зведення (композиція 4)
- Hyejin Choi — запис (композиція 5)
- Jeremy Simoneaux — запис вокалу (композиція 6)
- Jeong Eun Kyeong — запис вокалу (композиція 6), запис (композиція 8)
- Kim Eun-cheol — запис (композиція 7)
- Manny Marroquin — зведення (композиція 2)
- Chris Galland — інженер зведення (композиція 2)
- Robin Florent — асистент інженера зведення (композиція 2)
- Jeremie Inhaber — асистент інженера зведення (композиція 2)
- Zach Pereyra — асистент інженера зведення (композиція 2)
- Lee Tae-Sub — зведення (композиції 3, 6, 8)
- Ko Hyun Jeong — зведення (композиція 5)
- Hongjin Lim — зведення (композиція 7)
- Hansu Jang — зведення (композиція 1)
- Park Jung-Uh — освоєння (всі композиції, крім 2)
- Chris Gehringer — освоєння (композиція 2)
- Will Quinnell — асистент освоєння (композиція 2)

## Чарти

### Результати на тижневих чартах
| Країна          | Чарт (2020)                              | Найвища позиція |
| --------------- | ---------------------------------------- | --------------- |
| Австрія         | Austrian Albums (Ö3 Austria)             | 27              |
| Бельгія         | Belgian Albums (Ultratop Flanders)       | 42              |
| Бельгія         | Belgian Albums (Ultratop Wallonia)       | 61              |
| Данія           | Danish Albums (Hitlisten)                | 38              |
| Фінляндія       | Finnish Albums (Suomen virallinen lista) | 38              |
| Франція         | French Albums (SNEP)                     | 54              |
| Німеччина       | German Albums (Offizielle Top 100)       | 13              |
| Угорщина        | Hungarian Albums (MAHASZ)                | 10              |
| Японія          | Japanese Albums (Oricon)                 | 6               |
| Японія          | Japanese Download Albums (Billboard)     | 40              |
| Польща          | Polish Albums (ZPAV)                     | 5               |
| Південна Корея  | South Korean Albums (Gaon)               | 1               |
| Іспанія         | Spanish Albums (PROMUSICAE)              | 43              |
| Швейцарія       | Swiss Albums (Schweizer Hitparade)       | 43              |
| Велика Британія | UK Digital Albums (OCC)                  | 69              |
| США             | US Heatseekers Albums (Billboard)        | 3               |
| США             | US Independent Albums (Billboard)        | 29              |
| США             | US Top Album Sales (Billboard)           | 26              |
| США             | US Top Current Album Sales (Billboard)   | 22              |
| США             | US World Albums (Billboard)              | 4               |

| Країна          | Чарт (2020—2021)                         | Найвища позиція |
| --------------- | ---------------------------------------- | --------------- |
| Бельгія         | Belgian Albums (Ultratop Flanders)       | 36              |
| Бельгія         | Belgian Albums (Ultratop Wallonia)       | 53              |
| Чехія           | Czech Albums (ČNS IFPI)                  | 98              |
| Данія           | Danish Albums (Hitlisten)                | 27              |
| Нідерланди      | Dutch Albums (Album Top 100)             | 78              |
| Фінляндія       | Finnish Albums (Suomen virallinen lista) | 39              |
| Угорщина        | Hungarian Albums (MAHASZ)                | 5               |
| Японія          | Japanese Albums (Billboard)              | 45              |
| Південна Корея  | South Korean Albums (Gaon)               | 1               |
| Велика Британія | UK Digital Albums (OCC)                  | 53              |
| США             | US Heatseekers Albums (Billboard)        | 4               |
| США             | US Independent Albums (Billboard)        | 50              |
| США             | US Top Current Album Sales (Billboard)   | 100             |
| США             | US World Albums (Billboard)              | 4               |

### Результати в чартах на кінець року
| Країна         | Чарт (2020)                | Найвища позиція |
| -------------- | -------------------------- | --------------- |
| Японія         | Japanese Albums (Oricon)   | 85              |
| Південна Корея | South Korean Albums (Gaon) | 27              |

| Країна         | Чарт (2020)                | Найвища позиція |
| -------------- | -------------------------- | --------------- |
| Угорщина       | Hungarian Albums (MAHASZ)  | 65              |
| Південна Корея | South Korean Albums (Gaon) | 22              |

### Чарти композицій
| Країна         | Чарт (2020)                             | Найвища позиція |
| -------------- | --------------------------------------- | --------------- |
| Нова Зеландія  | New Zealand Hot Singles (RMNZ)          | 24              |
| Південна Корея | South Korea Download (Gaon)             | 144             |
| США            | US World Digital Song Sales (Billboard) | 8               |

| Країна         | Чарт (2020)                             | Найвища позиція |
| -------------- | --------------------------------------- | --------------- |
| США            | Global 200 (Billboard)                  | 169             |
| Угорщина       | Hungary (Single Top 40)                 | 36              |
| Нова Зеландія  | New Zealand Hot Singles (RMNZ)          | 23              |
| Сінгапур       | Singapore (RIAS)                        | 22              |
| Південна Корея | South Korea Download (Gaon)             | 11              |
| Південна Корея | K-pop Hot 100 (Billboard)               | 79              |
| США            | US World Digital Song Sales (Billboard) | 2               |

## Сертифікації та нагороди

### Сертифікації
| Регіон                                            | Сертифікація | Фізичні продажі |
| ------------------------------------------------- | ------------ | --------------- |
| Південна Корея                                    | Платина      | 250,000^        |
| ^кількість продажів, що потрібна для сертифікації |              |                 |

| Регіон                                            | Сертифікація | Фізичні продажі |
| ------------------------------------------------- | ------------ | --------------- |
| Південна Корея                                    | 2× Платина   | 500,000^        |
| ^кількість продажів, що потрібна для сертифікації |              |                 |

### Нагороди
| Рік  | Премії             | Назва номінації | Номінант | Результат | Примітка |
| ---- | ------------------ | --------------- | -------- | --------- | -------- |
| 2021 | Golden Disc Awards | Disc Bonsang    | In Life  | Номінація | [ 107 ]  |
| 2021 | Seoul Music Awards | Main Award      | Go Live  | Перемога  | [ 108 ]  |

| Композиція  | Програма              | Дата            | Примітки |
| ----------- | --------------------- | --------------- | -------- |
| «Back Door» | Show Champion (MBC M) | 23 вересня 2020 | [ 109 ]  |
| «Back Door» | M Countdown (Mnet)    | 24 вересня 2020 | [ 110 ]  |

## Оцінка критиків
| Критика/Публікації       | Список                                                            | Альбом  | Рейтинг | Примітки |
| ------------------------ | ----------------------------------------------------------------- | ------- | ------- | -------- |
| Billboard                | The 10 Best K-Pop Albums of 2020: Critics' Picks                  | Go Live | 10      | [ 111 ]  |
| Rolling Stone India      | 10 Best K-pop Albums of 2020                                      | In Life | 6       | [ 112 ]  |
| South China Morning Post | The Top 15 K-pop Albums of 2020                                   | In Life | N/A     | [ 113 ]  |
| Time                     | The Songs and Albums That Defined K-Pop's Monumental Year in 2020 | In Life | N/A     | [ 114 ]  |
| Young Post               | The Top 15 K-pop Albums of 2020                                   | In Life | 10      | [ 115 ]  |

| Критика/Публікації       | Список                                                | Композиції   | Рейтинг | Примітки |
| ------------------------ | ----------------------------------------------------- | ------------ | ------- | -------- |
| BuzzFeed                 | 35 Songs That Helped Define K-Pop In 2020             | «God's Menu» | 15      | [ 116 ]  |
| CNN Philippines Life     | Our Best K-pop Songs of 2020                          | «God's Menu» | N/A     | [ 117 ]  |
| Cosmopolitan Philippines | These Are Our Absolute *Favorite* K-Pop Songs Of 2020 | «God's Menu» | 2       | [ 118 ]  |
| Metro                    | The Best K-Pop comebacks of 2020                      | «God's Menu» | 17      | [ 119 ]  |
| Rolling Stone India      | 20 Best K-pop Music Videos of 2020                    | «God's Menu» | 12      | [ 120 ]  |
| Billboard                | The 20 Best K-Pop Songs of 2020: Critics' Picks       | «Back Door»  | 10      | [ 121 ]  |
| Dazed                    | The 40 Best K-pop Songs of 2020                       | «Back Door»  | 5       | [ 122 ]  |
| Paper                    | The 40 Best K-pop Songs of 2020                       | «Back Door»  | 2       | [ 123 ]  |
| Time                     | The 10 Best Songs of 2020                             | «Back Door»  | 8       | [ 124 ]  |
| MTV News                 | The Best K-Pop B-Sides of 2020                        | «Any»        | 7       | [ 125 ]  |

## Історія реліза
| Регіон         | Дата            | Формат                    | Альбом  | Лейбл         |
| -------------- | --------------- | ------------------------- | ------- | ------------- |
| Світовий       | 17 червня 2020  | Цифровий реліз • стрімінг | Go Live | JYP • Dreamus |
| Південна Корея | 17 червня 2020  | CD                        | Go Live | JYP • Dreamus |
| Світовий       | 14 вересня 2020 | Цифровий реліз • стрімінг | In Life | JYP • Dreamus |
| Південна Корея | 14 вересня 2020 | CD                        | In Life | JYP • Dreamus |

## Нотатки
1. 1 2 3 4 5 6  Оригінально назва пишеться великими літерами.
2. ↑  Англійська назва композиції, Gone Days, співзвучна з корейським «꼰대» (лат. kkondae), в Кореї так іноді називать стару, допитливу, владну людину.
3. ↑  Якщо ви помітили, «별» з’являється кілька разів у тексті композиції. «별» вимовляється ‹пьоль›, і залежно від контексту та від того, чи використовується воно окремо чи як частина іншого слова, воно може означати різні речі. Чанбін має на увазі, як гра слів із використанням слова «별» у різних формах робить лірику дотепною.
4. ↑  В корейській мові це грубий вираз, який використовують стосовно людини, яка є занадто одержимою своїм партнером.
5. ↑  В ранній версії пісні було більше грубих слів, але їх кількість зменшилась після доопрацювання.
6. ↑  Зовнішня коробка розміром 18,5 см × 22,4 см × 3,5 см, фотокнига розміром 16 см × 21 см (80 сторінок); CD диск; фотокартки розміром 5,5 × 8,5 см (дві із сорока); 4 фрейми фотоплівки розміром 15 см × 8 см (один із чотирьох); командний буклет із лірикою розміром 13,5 см × 18,5 см (одна із двох); фотокартка із секретом розміром 8,5 см × 5,5 см; спеціальна фотокартка розміром 5,5 см × 8,5 см (одна із восьми); міні фотостенд розміром 9 см × 21 см (один із восьми). Візуальний вигляд лімітної версії відрізняється від стандартних.
7. ↑  Зовнішня коробка розміром 18,5 см × 22,4 см × 3,5 см, фотокнига розміром 16 см × 21 см (80 сторінок); CD диск (три візуальні варіанти); фотокартки розміром 5,5 × 8,5 см (дві із сорока); 4 фрейми фотоплівки розміром 15 см × 8 см (один із чотирьох); командний буклет із лірикою розміром 13,5 см × 18,5 см (одна із двох); фотокартка із секретом розміром 8,5 см × 5,5 см.
8. ↑  Крім стандартного наповнення в період попереднього замовлення можна було отримати полароід розміром 8 см × 10 см (один із восьми) та плакат розміром 76,2 см × 52,5 см (один із трьох).
9. ↑  Зовнішня коробка розміром 16,4 см × 22,4 см × 2,4 см, фотокнига розміром 15 см × 21 см (72 сторінки); CD диск; фотокартки розміром 5,5 × 8,5 см (дві із тридцяти трьох, індивідуальні та командні); листівка розміром 15 см × 10 см (одна із двох); фотокартка в рамці розміром 6 см × 11 см (одна із восьми); табличка на двері розміром 9 см × 20 см; плакат-панорама розміром 88 см × 11 см (один із двох). Візуальний вигляд лімітної версії відрізняється від стандартних.
10. ↑  Зовнішня коробка розміром 16,4 см × 22,4 см × 2,4 см, фотокнига розміром 15 см × 21 см (72 сторінки); CD диск; фотокартки розміром 5,5 × 8,5 см (дві із тридцяти трьох, індивідуальні та командні); листівка розміром 15 см × 10 см (одна із двох).
11. ↑  Крім стандартного наповнення в період попереднього замовлення можна було отримати міні фотокнигу розміром 7 см × 10 см (одна із восьми) та плакат розміром 76,2 см × 52,5 см (один із трьох).
12. 1 2  3Racha стилізується як 3RACHA - мається на увазі, що всі учасники (Бан Чан, Чанбін, Хан) продюсерської команди брали участь.